# Districtul Wat Sing
Wat Sing (în thailandeză วัดสิงห์) este un district (Amphoe) din provincia Chainat, Thailanda, cu o populație de 2.632.789 de locuitori și o suprafață de 315,318 km².

## Componență
Districtul este subdivizat în 7 subdistricte (tambon), care sunt subdivizate în 47 de sate (muban).
| Nr. | Nume        | În thailandeză | Sate | Locuitori |
| --- | ----------- | -------------- | ---- | --------- |
| 01. | Wat Sing    | วัดสิงห์          | -    | 4,028     |
| 02. | Makham Thao | มะขามเฒ่า       | 11   | 5,174     |
| 03. | Nong Noi    | หนองน้อย        | 8    | 3,744     |
| 04. | Nong Bua    | หนองบัว         | 5    | 2,755     |
| 06. | Nong Khun   | หนองขุ่น         | 8    | 3,443     |
| 07. | Bo Rae      | บ่อแร่           | 7    | 2,886     |
| 11. | Wang Man    | วังหมัน          | 8    | 4,359     |

Numerele lipsă sunt subdistricte (tambon) care acum formează Nong Mamong district.